# Jan Westphal
Jan Westphal (* 11. September 1968) ist ein deutscher Journalist, Fernsehproduzent und Buchautor.

## Leben
Seine Laufbahn begann er 1988 in der Werbeagentur Earle Palmer Brown & Spiro in Philadelphia (USA).
Später arbeitete er unter anderem als Pressesprecher des Internationalen Jugendfestspiel-Treffens Bayreuth, (heute: Festival Junger Künstler Bayreuth) sowie als Reporter und Moderator der Deutschen Welle, beim Münchener Lokalradio Charivari 95,5 und bei dem lokalen Münchener TV-Sender TV Weiß Blau / TV München.
Ferner war er Anfang der 1990er Jahre Mitbegründer des Hörfunksenders afk M94.5 in München.
Während seiner freiberuflichen Tätigkeit arbeitete Jan Westphal zudem in den Jahren 1994–95 als Autor für den TV-Sender VOX.
Von 1997 bis 1998 war Jan Westphal als Moderator und Reporter für die NBC in Namibia tätig.
1998 wechselte er zum Hörfunksender Antenne Bayern, wo er später Unterhaltungschef und Leiter der Programmgestaltung wurde.
Von 2004 war Jan Westphal in der Bereichsleitung Unterhaltung, Show & Daytime Executive Producer bei RTL Television. Dort verantwortete er vor allem als Executive Producer Shows wie Deutschland sucht den Superstar (DSDS), The Cube, Alt gegen Jung, den Bayerischen Fernsehpreis, 101 Ways to leave a Gameshow, die ECHO-Verleihung und den Deutschen Fernsehpreis.
2008 gewann Jan Westphal den Deutschen Fernsehpreis in der Kategorie Beste Unterhaltung, Beste Show für DSDS.
Von 2017 bis 2020 war Westphal Geschäftsführer der Production Eins TV Produktionsfirma mit Sitz in Köln.
Seit 2020 ist Westphal Head of Producers in der Leitung der Unterhaltung bei RTL Television.
2020 veröffentlichte Westphal mit der Moderatorin Katrin Müller-Hohenstein das Buch Viel Erfolg! Wie wir wurden, was wir sind. Das Buch war zeitweise auf Platz 1 der unterschiedlichsten Bestsellerlisten.
Er studierte (Magister) an der Ludwig-Maximilians-Universität München (LMU) sowie an der University of California, Los Angeles, USA.